# Tréosulfan
Le tréosulfan est un  diester sulfonique étudié comme traitement contre le cancer. Il appartient à la famille des agents alkylants. Il a été principalement utilisé comme substitut au busulfan chez les patients fragiles, ses effets secondaires et sa toxicité étant supposés moindres.